# Podstrana
Podstrana är en ort i Kroatien. Den är belägen i länet Dalmatien, i den södra delen av landet, 260 km söder om huvudstaden Zagreb. Podstrana är beläget 20 meter över havet och antalet invånare är 7 377.
Terrängen runt Podstrana är varierad. Havet är nära Podstrana åt sydväst.  Närmaste större samhälle är Split, 9,3 km väster om Podstrana. Trakten runt Podstrana består till största delen av jordbruksmark.
Medelhavsklimat råder i trakten. Årsmedeltemperaturen i trakten är 14 °C. Den varmaste månaden är juli, då medeltemperaturen är 25 °C, och den kallaste är januari, med 4 °C. Genomsnittlig årsnederbörd är 1 686 millimeter. Den regnigaste månaden är februari, med i genomsnitt 221 mm nederbörd, och den torraste är augusti, med 37 mm nederbörd.